# مهدی شیرمحمدی
مهدی شیرمحمدی  (زاده ۸ فروردین ۱۳۷۴ در اصفهان)بازیکن تیم ملی فوتبال ساحلی ایران استکه در پست مدافع بازی می‌کند.
او با تیم فوتبال ساحلی یک بار قهرمان مسابقات جام بین قاره ای که در کشور امارات شده‌است.
شیرمحمدی هم‌اکنون عضو تیم چادرملو اردکان است و در این تیم با هادی فرهمند و حسن سهرابی و عباس رضایی و محمدعلی مختاری بازیکنان تیم ملی فوتبال ساحلی نیز هم تیمی است.
شیرمحمدی در کارنامه خود مقام سومی جام جهانی فوتبال ساحلی ۲۰۱۷ و جام جهانی فوتبال ساحلی ۲۰۲۴  با تیم فوتبال ساحلی را دارد.